# Кузнецов Олександр Сергійович
Олександр Сергійович Кузнецов (24 січня 1940, Москва, СРСР) — радянський хокеїст, нападник. Майстер спорту СРСР.

## Спортивна кар'єра
Вихованець московського «Спартака». Виступав за команди «Спартак» (Москва), «Динамо» (Київ), «Шахтар» (Прокоп'євськ, Кемеровська область), «Сатурн» (Раменське, Московська область), «Автомобіліст» (Єрмак, Казахська РСР). У складі «спартаківців» — переможець і бронзовий призер чемпіонату СРСР. За сім сезонів у вищій лізі закинув 45 шайб. У сезоні 1971/1972 трацював тренером «Локомотива» (Норильськ, Красноярський край).

## Досягнення
- Чемпіон СРСР (1): 1962
- Третій призер (1): 1963

## Статистика
| Сезон   | Клуб               | Ліга  | І  | Г  | П | О  | ШХ |
| ------- | ------------------ | ----- | -- | -- | - | -- | -- |
| 1958-59 | «Спартак» (Москва) | вища  |    | 11 |   |    |    |
| 1959-60 | «Спартак» (Москва) | вища  |    | 2  |   |    |    |
| 1960-61 | «Спартак» (Москва) | вища  | 14 | 10 |   |    |    |
| 1961-62 | «Спартак» (Москва) | вища  | 37 | 15 | 3 | 18 | 16 |
| 1962-63 | «Спартак» (Москва) | вища  | 31 | 6  | 4 | 10 | 6  |
| 1963-64 | «Динамо» (Київ)    | перша | 40 | 16 | 1 | 17 |    |
| 1964-65 | «Динамо» (Київ)    | перша | 32 | 11 | 5 | 16 | 22 |
| 1965-66 | «Динамо» (Київ)    | вища  | 21 | 1  | 1 | 2  | 12 |
| 1966-67 | «Динамо» (Київ)    | вища  | 8  | 0  | 0 | 0  | 6  |